# Photinia guerreris
Photinia guerreris är en rosväxtart som beskrevs av James Bird Phipps. Photinia guerreris ingår i släktet Photinia och familjen rosväxter. Inga underarter finns listade i Catalogue of Life.